# أمل الأربعاء
نادي أمل الأربعاء، هو نادي كرة قدم جزائري يقع في مدينة الأربعاء. تأسس عام 1941 وألوانه زرقاء وبيضاء. ملعب النادي الرسمي هو ملعب إسماعيل مخلوف الذي يتسع لحوالي 5000 متفرج. يلعب النادي حاليًا في الرابطة الجزائرية المحترفة الأولى.

## مواضيع ذات صلة
- كرة القدم في الجزائر
- الاتحادية الجزائرية لكرة القدم
- كأس الجمهورية الجزائرية لكرة القدم
- كأس الرابطة الوطنية الجزائرية لكرة القدم
- كأس السوبر الجزائري

## وصلات خارجية
- موقع الاتحاد الجزائري لكرة القدم
- الرابطة الجزائرية المحترفة الأولى، والثانية، لكرة القدم
- للرابطة الجهوية لكرة القدم لقسنطينة
- الرابطة الوطنية الجزائرية لكرة القدم هواة
- الرابطة ما بين الجهات لكرة القدم